# Wolfgang Torge
Wolfgang Torge (* 4. Juni 1931 in Laubusch, damals Landkreis Hoyerswerda in Preußen) ist ein deutscher Geodät und Autor mehrerer Lehrbücher. Er ist seit 1968 Professor für Geodäsie und war Ordinarius für Theoretische Geodäsie am Institut für Erdmessung (IFE) der Universität Hannover. In den 1990er-Jahren wurde er zweimal zum Präsidenten der Internationalen Assoziation für Geodäsie (IAG) gewählt.

## Leben und Tätigkeiten
Wolfgang Torge, Sohn von Gertrud Torge, geborene Klose, und des Lehrers Alfred Torge, besuchte Oberschulen in Lauban und Nienburg, studierte von 1951 bis 1955 Vermessungswesen an der TU Hannover, schloss das Studium als Diplom-Ingenieur ab und wurde dort 1966 zum Dr.-Ing. promoviert. Anschließend arbeitete er als Vermessungsrat bei der Niedersächsischen Landesvermessung. Drei Jahre später erhielt er seine Berufung zum Hochschulprofessor. 1967/1868 war er als Experte an einem Entwicklungshilfeprojekt für Zentralamerika und Panama beteiligt. Von 1971 bis 2002 war er Schriftleiter der Zeitschrift für Vermessungswesen. 1979 wurde er Vorsitzender des Nationalen Komitees für Geodäsie und Geophysik.
Weithin bekannt wurde Torge durch seine Lehrbücher, insbesondere das Buch Geodäsie, das erstmals 1975 in der Sammlung Göschen erschien und in späteren Auflagen zum Standardwerk gewachsen ist. Auch die englische Ausgabe erschien in mehreren Auflagen und wurde in weitere Sprachen übersetzt:
- Geodäsie – erweiterte Auflage 2003, 369 Seiten, De Gruyter, Berlin.
- Geodesy – Auflagen 1980, 1991, 2001 und 2012, Dee Gruyter, Berlin.
- Übersetzungen ins Spanische, Chinesische und Griechische.
- Gravimetry – bei De Gruyter erstmals erschienen 1989 – ist kaum weniger bekannt.

Torge definiert Geodäsie in einem weiteren und einem engeren Sinn: Der weite umfasst alle Gebiete des Vermessungswesens, der engere hingegen – im Sinne des englischen „Geodesy“ – die Höhere Geodäsie und die Landesvermessung. Auf letztere zwei Themenkreise beziehen sich seine Bücher hauptsächlich.
Durch seine Erfahrungen von der Ingenieur- bis zur Erdmessung und Satellitengeodäsie bietet Torge eine Gesamtschau auf dem „State of the Art“. Das Fach hat sich in den letzten Jahrzehnten in Richtung geodätischer Raumverfahren erweitert, was Torge nicht nur bei den Messmethoden mit Satelliten und Lasern, GPS oder VLBI-Radiointerferometrie berücksichtigt, sondern auch in den zugrundeliegenden Theorien einschließlich der drei- und vierdimensionalen Modellbildung.
In den Grundlagen der Geodäsie liegt auch Torges Hauptarbeitsgebiet, das von der Mathematischen Geodäsie über verschiedenste Arten von Vermessungsnetzen bis zur Geoidbestimmung reicht. Auf letzterem Gebiet hat sich das Institut für Erdmessung (IFE) durch Berechnung europäischer und nationaler Geoidlösungen in internationaler Kooperation einen Namen gemacht. Um 1990 begann Wolfgang Torge, die Vision eines europäischen Zentimetergeoids zu entwickeln, was damals in weiter Ferne schien und etwa 2020 erreicht sein sollte. Es wird neben geowissenschaftlichen Zielen auch eine zentimetergenaue Transformation zwischen terrestrisch-orthometrischen Höhen und den geometrisch definierten GPS-Höhen ermöglichen, was bis dahin auf etwa 5 cm begrenzt war. Unter Torges Ägide wurde dafür Ende der 1990er-Jahre eine Zenitkamera zur präzisen Messung von Lotabweichungen entwickelt, einige Jahre später auf die CCD-Technik umgebaut und so die Kombination von astrogeodätischen Verfahren mit der Gravimetrie vorangetrieben.
Torge ist evangelisch, hatte 1959 Renate Keil geheiratet und wohnt in Hannover.

## Ehrungen
- Helmert-Gedenkmünze des Deutschen Vereins für Vermessungswesen, 1991
- Eratosthenes-Ehrenpreis des Förderkreises des Vermessungstechnischen Museums in Dortmund, 2013[3]
- Goldene Ehrennadel des DVW, 2013[2]
- Korrespondierendes Mitglied der Braunschweigischen Wissenschaftlichen Gesellschaft